# Кінотеатр «Дніпро» (Київ)
Кінотеа́тр «Дніпро́»  — комунальний кінотеатр у Дніпровському районі Києва, один із найстаріших кінотеатрів міста. Входить в об'єднання кінотеатрів «Київкінофільм».
В кінотеатрі працюють три зали: «Велика зала», «Середня зала» та «Мала зала». «Велика зала» вміщує в собі 648 місць й обладнана сучасною технікою Dolby Digital, акустикою JBL й екраном Perlux. У «Дніпрі» працює ресторан «Еней» та спортбар «Пітер».

## Історія

Кінотеатр «Дніпро» у 2010 році.

Кінотеатр «Дніпро» збудований 1960 року. 2005-го, до 45 річниці зо дня заснування кінотеатру, було проведено ремонт, з метою розширення можливостей культурного відпочинку для всіх вікових категорій. Реконструйований кінотеатр було відкрито 1 грудня 2005 року.
2017 року, у межах декомунізації в Україні кінотеатр було перейменовано на «Дніпро». До того він називався «Ленінград».
У березні 2017 року Київська міська рада виділила 30 мільйонів гривень на модернізацію комунальних кінотеатрів, до складу яких окрім «Дніпра» входять Київська Русь, Лейпциг, Ліра,  Братислава, Загреб, кінотеатр ім. Тараса Шевченка, Старт, Факел, Флоренція, Промінь та Кіото . 